# 玉流礦泉
玉流礦泉是一種礦泉水，泉源位於朝鮮民主主義人民共和國的首都平壤市的大同江畔。

## 歷史和現狀
該處礦泉於1987年被發現。
現時，礦泉前立有寫著「玉流礦泉」的花崗石碑。有當地居民前來取水飲用。旁邊設銷售店，為顧客提供礦泉水及以礦泉水制作的點心。

## 特點
該礦泉於190多公呎深的地下湧出。據稱富含鈉、鉀、鎂、鈣、鐵離子、氯、氫碳氧3等礦物質，ph值為6.8度，屬中性的天然離子水。